# Pentulosen
Pentulosen, auch Ketopentosen oder Pentoketosen, ist die Bezeichnung für Ketosen mit einer unverzweigten Kette von fünf Kohlenstoffatomen (Pentosen). Zu den Pentulosen werden beispielsweise die Ribulose und die Xylulose gezählt.
Die Bezeichnung Pentulose ist die aktuelle Bezeichnung nach der IUPAC/IUBMB-Regel 2-Carb-10.3.